# Animals en un embolic
Animals en un embolic (rus: Два Хвоста) és una pel·lícula de comèdia animada russa del 2018 dirigida per Viktor Azeiev i codirigida per Natalia Nilova, a partir d'un guió de Vassili Rovenski. Produïda per Licensing Brands, la pel·lícula es va estrenar mundialment a Rússia el 25 de maig de 2018 i va rebre crítiques en diversos sentits. Va tenir uns ingressos mundials de 3.390.149 dòlars. S'ha doblat i subtitulat al català.